# Umberto Risi
Umberto Risi (Roma, 31 dicembre 1940) è un ex siepista e mezzofondista italiano.

## Biografia
Nel 1968 prese parte ai Giochi olimpici di Città del Messico nella gara dei 3000 metri siepi, dove concluse la gara con l'undicesimo posto in batteria con il tempo di 9'44"0. L'anno successivo ai campionati europei di Atene nella stessa gara concluse ancora con l'eliminazione alle batterie di qualificazione, risultato che si ripeté anche agli europei di Helsinki 1971.
La sua prima e unica medaglia in una competizione internazionale arrivò nell'ottobre 1971, quando conquistò la medaglia di bronzo ai Giochi del Mediterraneo di Smirne.
Nel 1973 partecipò alla prima edizione dei campionati del mondo di corsa campestre, ma non concluse la gara.
A livello nazionale, Risi è stato due volte campione italiano assoluto dei 3000 metri piani, nel 1969 e nel 1970. È stato inoltre due volte vincitore della Roma-Ostia di corsa su strada, nella prima edizione del 1974 e in quella del 1978.

## Palmarès
| Anno | Manifestazione          | Sede              | Evento         | Risultato | Prestazione      | Note  |
| ---- | ----------------------- | ----------------- | -------------- | --------- | ---------------- | ----- |
| 1968 | Giochi olimpici         | Città del Messico | 3000 m siepi   | Batteria  | 9'44"0 (9'43"97) |       |
| 1969 | Europei                 | Atene             | 3000 m siepi   | Batteria  | 9'03"2           | [ 1 ] |
| 1971 | Europei                 | Helsinki          | 3000 m siepi   | Batteria  | 8'37"15          | [ 1 ] |
| 1971 | Giochi del Mediterraneo | Smirne            | 3000 m siepi   | Bronzo    | 8'40"8           |       |
| 1973 | Mondiali di cross       | Waregem           | Corsa seniores | dnf       | dnf              |       |

## Campionati nazionali
- 2 volte campione italiano assoluto dei 3000 metri siepi (1969 e 1970)

1969
- Oro ai campionati italiani assoluti di atletica leggera, 3000 m siepi - 8'49"0

1970
- Oro ai campionati italiani assoluti di atletica leggera, 3000 m siepi - 8'42"2

## Altre competizioni internazionali
1971
- Bronzo al Trofeo Sant'Agata ( Catania)

1974
- Oro alla Roma-Ostia - 1h28'54"

1978
- Oro alla Roma-Ostia - 1h31'47"